# José González Pardo
José Eugenio González Pardo (Santiago, Chile, 7 de septiembre de 1939) es un exfutbolista chileno que jugó como lateral izquierdo, destacando en el Colo-Colo de la Primera División de Chile.

## Trayectoria
Colocolino desde pequeño empujado por su padre, ya a los seis años frecuentaba el Nacional para alentar a Colo-Colo. Se hizo socio del Club en 1952, y al llegar al primer equipo siguió pagando sus cuotas.
Sus inicios fueron en el Newcastle Juniors del barrio San Diego y Avenida Matta. De dicho equipo pasó a su único club que fue Colo-Colo, al que llegó a los 10 años. Cuando fue campeón en la Cuarta Especial del Cacique cumplió una manda y se rapó al cero. Ese fue el origen de su apodo.
Muy popular por su apodo, Pelao, y por la vehemencia con que actuaba en la cancha, su especialidad era arrojarse desde lejos sobre el puntero derecho y hacer la tijera al barrerse. 
Como la mayoría de los laterales izquierdos, era diestro. En los duelos frente al Ballet Azul, Braulio Musso o el Cañón José Moris se preocupaban de taparle la subida.
Fue Campeón con Colo-Colo en 1960, donde solo jugó 450 minutos y 1963, donde jugaría 26 encuentros marcando 2 goles.

## Selección nacional
Fue seleccionado entre los años 1963 y 1966, período en el que jugó 12 partidos (8 oficiales y 4 amistosos) vistiendo la camiseta nacional. Por la Selección de fútbol de Chile cumplió su actuación más brillante en la definición con Ecuador en Lima 1965, que brindó los pasajes a la Copa del Mundo Inglaterra 1966, al anular al peligroso Washington Muñoz.
Luis Álamos, DT de aquella selección, lo excluyó de la nómina final de ese mundial, acusándolo de indisciplina, junto a Carlos Contreras, por ir a ver un show de Dámaso Pérez Prado en México. Hasta el día de hoy ambos jugadores dicen haber sido autorizados por El Zorro Álamos, ante expresa invitación de Lucho Gatica al seleccionado en general. Álamos los habría expulsado solo por quedar bien con un sector de la prensa.

#### Participación en Clasificatorias a Copas del Mundo
| Eliminatorias                 | País       | Resultado   | Posición    | PJ |
| ----------------------------- | ---------- | ----------- | ----------- | -- |
| Eliminatorias Inglaterra 1966 | Inglaterra | Clasificado | 1.º Grupo 2 | 5  |

## Anécdotas
- Al llegar Elson Beyruth a Colo-Colo, este realizó ejercicios precompetitivos. José González y Walter Jiménez se acercaron a encararlo: «Che, viniste a echarnos a perder el negocio». Para entender esto hay que señalar que en ese entonces no existía una preparación física antes de un partido.

- Se informó falsamente de su muerte en 2012, cuando se recuperaba de una operación a la cadera.[7][8]

- Alguna vez en una entrevista se le escuchó decir: «La yugular es cancha».

## Clubes

### Como jugador
| Club      | País  | Año       |
| --------- | ----- | --------- |
| Colo-Colo | Chile | 1960-1969 |

### Como entrenador
| Club            | País  | Año  |
| --------------- | ----- | ---- |
| Unión La Calera | Chile | 1995 |

## Palmarés

### Torneos nacionales
| Título           | Club      | País  | Año  |
| ---------------- | --------- | ----- | ---- |
| Primera División | Colo-Colo | Chile | 1960 |
| Primera División | Colo-Colo | Chile | 1963 |